# Saphobius wakefieldi
Saphobius wakefieldi là một loài bọ cánh cứng trong họ Bọ hung (Scarabaeidae).